# 东南大学艺术学院
东南大学艺术学院的前身是张道一1994年创建的东南大学艺术学系和现代艺术设计研究中心（2004年改为艺术传播系），2006年9月艺术学系与艺术传播系合组为艺术学院。东南大学艺术学院下设动画系、美术系、设计系以及艺术学研究中心、艺术创意研究中心、民俗艺术研究中心、中国书法研究院、戏曲小说研究所、东方文化研究所、文化产业研究所、旅游与景观研究所等学术机构。
东南大学艺术学院是进行艺术高等教育和研究的学术机构，建立了中华人民共和国首个艺术学博士点，现设艺术学理论一级学科博士点，美术学和设计学一级学科硕士点。艺术学理论一级学科在教育部2012年学科评估中排名第1（并列）。